# 후카가와 다이스케
후카가와 다이스케(일본어: 深川 大輔, 1999년 6월 2일~)는 일본의 축구 선수이다.

## 구단 경력
그는 2022년 J2리그의 이와테 그루자 모리오카에 입단했다. 2022년후 J3리그에 강등했다. 2024년까지 51경기에 출전하여, 2득점을 넣었다. 2024년 1월 홍콩 레인저스 FC로 이적했다. 2월 J3리그의 고치 유나이티드 SC로 이적했다.